# Albion (Idaho)
Albion es una ciudad ubicada en el condado de Cassia en el estado estadounidense de Idaho. En el año 2010 tenía una población de 267 habitantes y una densidad poblacional de 242,73 personas por km².

## Geografía
Albion se encuentra ubicado en las coordenadas 42°24′39″N 113°34′51″O / 42.41083, -113.58083. Según la Oficina del Censo, la localidad tiene un área total de 1,1 km² (0,4 mi²), de la cual 1,1 km² (0,4 mi²) es tierra y 0 km² (0 mi²) (0.0%) es agua.

## Demografía
En el 2000 la renta per cápita promedia del hogar era de $42,375, y el ingreso promedio para una familia era de $40,000. En 2000 los hombres tenían un ingreso per cápita de $43,125 contra $23,750 para las mujeres. El ingreso per cápita para la localidad era de $24,259. Alrededor del 10.2% de la población estaba bajo el umbral de pobreza nacional.